# 高知県道36号高知南環状線
高知県道36号高知南環状線（こうちけんどう36ごう こうちみなみかんじょうせん）は、高知県吾川郡いの町から高知市に至る県道（主要地方道）である。

## 概要
吾川郡いの町幸町から高知市瀬戸西町に至る。
吾川郡いの町の国道194号交点から、仁淀川左岸を南下し、高知市春野町から東に進路を変えて浦戸湾へ向かう路線である。2014年（平成26年）まで有料道路として供用していた高知桂浜道路を編入した。
「春野町アジサイ街道」の区間が、平成2年度手づくり郷土賞（花と緑の手づくりふるさと）受賞。平成18年度には同賞大賞。

### 路線データ
- 起点：高知県吾川郡いの町幸町（国道194号交点）
- 終点：高知県高知市瀬戸西町（高知県道34号桂浜はりまや線交点）

## 歴史
- 1993年（平成5年）5月11日 - 建設省から、県道高知南環状線が高知南環状線として主要地方道に指定される[1]。
- 2014年（平成26年）3月31日 - 高知桂浜道路の全区間を支線として編入する[2]。

## 路線状況

### 道路施設

#### 橋梁
- 八田小橋（奥田川、吾川郡いの町）
- 十田橋（十田川、高知市）

#### トンネル
- 音竹トンネル：延長296 m、2005年（平成17年）竣工、吾川郡いの町
- 曲井トンネル：延長272 m、2003年（平成15年）竣工、高知市
- 奥谷トンネル：延長79 ｍ、1992年（平成4年）竣工、高知市
- 六泉寺トンネル：延長401 m、1995年（平成7年）竣工、高知市（高知桂浜道路区間内）
- 横浜トンネル：延長1,646 m、1994年（平成6年）竣工、高知市（高知桂浜道路区間内）

## 地理

### 通過する自治体
- 吾川郡いの町
- 高知市

### 交差する道路
| 交差する道路                                    | 市町村名 | 市町村名 | 交差する場所   | 交差する場所 |
| ----------------------------------------------- | -------- | -------- | -------------- | ------------ |
| 国道194号                                       | 吾川郡   | いの町   | 幸町           | 起点         |
| 国道33号 / 高知西バイパス                       | 吾川郡   | いの町   |                | 天神IC       |
| 高知県道38号高知土佐線                          | 吾川郡   | いの町   | 八田           | [ 注釈 2 ]   |
| 国道56号                                        | 高知市   | 高知市   | 春野町弘岡中   |              |
| 高知県道278号弘岡下種崎線                       | 高知市   | 高知市   | 春野町弘岡下   |              |
| 高知県道37号高知春野線                          | 高知市   | 高知市   | 春野町西分     | 長谷交差点   |
| 高知県道36号高知南環状線 / 支線（高知桂浜道路） | 高知市   | 高知市   | 長浜           |              |
| 高知県道34号桂浜はりまや線                      | 高知市   | 高知市   | 瀬戸西町二丁目 | 終点         |

### 交差する鉄道
- 土讃線

### 沿線
- 仁淀川
- 高知県立春野高等学校
- 高知県立春野総合運動公園
- 高知市立横浜新町小学校